# La Chapelle-Gauthier, Eure
La Chapelle-Gauthier är en kommun i departementet Eure i regionen Normandie i norra Frankrike. Kommunen ligger i kantonen Broglie som tillhör arrondissementet Bernay. År 2022 hade La Chapelle-Gauthier 406 invånare.

## Befolkningsutveckling
Antalet invånare i kommunen La Chapelle-Gauthier
Referens:INSEE